# Rebecca Bellingham
Rebecca Leigh Bellingham, geborene Rebecca Leigh Gordon (* 7. März 1978), ist eine neuseeländische Badmintonnationalspielerin. Geoffrey Bellingham ist ihr Ehemann, Nicole Gordon ihre Schwester.

## Karriere
Rebecca Bellingham belegte 2004 bei den Australian Open Platz zwei im Dameneinzel. 2003, 2004 und 2005 gewann sie die New Zealand Open. 2002, 2004 und 2006 holte sie Silber bei den Ozeanienmeisterschaften.

## Sportliche Erfolge
| Saison | Veranstaltung          | Disziplin   | Platz | Name                                    |
| ------ | ---------------------- | ----------- | ----- | --------------------------------------- |
| 1997   | Ozeanienmeisterschaft  | Dameneinzel | 3     | Rebecca Gordon                          |
| 1999   | Waikato International  | Dameneinzel | 1     | Rebecca Gordon                          |
| 1999   | Auckland International | Dameneinzel | 2     | Rebecca Gordon                          |
| 1999   | Auckland International | Damendoppel | 3     | Rebecca Gordon / Lianne Shirley         |
| 2000   | Auckland International | Dameneinzel | 3     | Rebecca Gordon                          |
| 2000   | Auckland International | Damendoppel | 3     | Nicole Gordon / Rebecca Gordon          |
| 2001   | Auckland International | Damendoppel | 3     | Nicole Gordon / Rebecca Gordon          |
| 2002   | Ozeanienmeisterschaft  | Dameneinzel | 2     | Rebecca Gordon                          |
| 2004   | Auckland International | Dameneinzel | 1     | Rebecca Gordon                          |
| 2004   | Auckland International | Damendoppel | 1     | Rebecca Gordon / Sara Runesten-Petersen |
| 2004   | Auckland International | Mixed       | 3     | Craig Cooper / Rebecca Gordon           |
| 2004   | Ballarat International | Dameneinzel | 2     | Rebecca Gordon                          |
| 2004   | Ozeanienmeisterschaft  | Dameneinzel | 2     | Rebecca Gordon                          |
| 2004   | Australian Open        | Dameneinzel | 2     | Rebecca Gordon                          |
| 2003   | New Zealand Open       | Damendoppel | 1     | Nicole Gordon / Rebecca Gordon          |
| 2004   | New Zealand Open       | Damendoppel | 1     | Rachel Hindley / Rebecca Bellingham     |
| 2005   | New Zealand Open       | Damendoppel | 1     | Rachel Hindley / Rebecca Bellingham     |
| 2006   | Ozeanienmeisterschaft  | Damendoppel | 2     | Rebecca Bellingham / Rachel Hindley     |